# Wittkopp (Oper)
Wittkopp ist eine Kinderoper in einem Vorspiel und vier Aufzügen von Hans-Joachim Marx. Das Libretto verfasste Margret Rettich. Die Uraufführung des Werkes fand 1983 auf dem Domplatz zu Braunschweig statt. Regie führte Peter Lund.

## Handlung

### Vorspiel
Die herbeigeeilten Zuschauer erwarten gespannt das folgende Spektakel.

### 1. Aufzug
Der einfältige Bauer Hinz und seine Tochter Gret sind vernarrt in den faulen Ochsen Wittkopp und verhätscheln ihn auf ihrem Bauernhof in Ribbesbüttel. Der Bauer wünscht sich, Wittkopp wäre ein Mensch und könne eines Tages seinen Hof erben. Gret hingegen sehnt in ihm ihren zukünftigen Gemahl herbei. Drei Studenten, die für ihr Auskommen auf kleine Gaunereien angewiesen sind, kommen des Weges und versprechen, für einen Obolus von 100 Mark binnen eines Monats aus dem geliebten Ochsen einen echten Menschen zu machen. Bauer Hinz willigt ein, leistet den geforderten Lohn und lässt die Betrüger mit dem Ochsen abziehen.

### 2. Aufzug (von Ribbesbüttel nach Braunschweig)
Die Studenten sind bemüht, den störrischen Ochsen Wittkopp durch ziehen und treten zum Weitergehen zu bewegen. Zwei vorbeiziehende Wanderburschen machen sich über sie lustig, da ein fauler Ochse wohl kaum zu einem guten Preis zu verkaufen sei. Schließlich geben sie aber den gutgemeinten Rat, doch auf Wittkopp zu reiten, um diesen an Arbeit zu gewöhnen. Als sich nun alle drei Studenten gleichzeitig auf den Ochsen schwingen, bricht jener fast zusammen. Einige Marktweiber, die Mitleid mit dem Tier haben, schelten die Studenten und überreden sie, Wittkopp zu schonen, da ein erschöpfter Ochse wohl kaum zu einem guten Preis zu verkaufen sei. Daraufhin wird der Ochse nun von den Studenten getragen. Nach einer Weile begegnen sie endlich einem Viehhändler, dem sie nach unlauterer Verhandlung Wittkopp für den stolzen Preis von 500 Mark verkaufen. Sogleich verprassen die Studenten den gesamten Gewinn.

### 3. Aufzug
In Braunschweig schweifen die drei Studenten durch die belebten Gassen und bedienen sich aus fremder Leute Taschen. Als sie zufällig auf Bauer Hinz und seine Tochter Gret treffen, versuchen sie zunächst, Reißaus zu nehmen. Von den beiden gestellt erklären sie, dass Wittkopp wie versprochen nun kein Ochse mehr, sondern ein Mensch sei: und zwar der frisch gebackene Bürgermeister der Stadt.

Der neue Bürgermeister wird im Rathaussaal von vielen Besuchern mit ihren eiligen Anliegen bedrängt und weiß kaum noch, wo ihm der Kopf steht. Als Bauer Hinz und seine Tochter Gret zu ihm vorgelassen werden nehmen die Missverständnisse ihren Lauf. Da er sie nicht erkennt, bezeichnen die beiden den Bürgermeister als treulosen Ochsen, der allein durch ihr Geld zu Amt und Würden gekommen sei und dieser kann den vermeintlichen Bestechungsvorwürfen nur entgegnen, indem er seinen Posten räumt.

### 4. Aufzug (von Braunschweig zurück nach Ribbesbüttel)
Enttäuscht machen sich Bauer Hinz und seine Tochter auf den Heimweg nach Ribbesbüttel. Als sie den Viehhändler treffen, der sich verzweifelt mit dem faulen Ochsen Wittkopp abmüht, entschließen sie sich aufgrund der vermeintlichen Ähnlichkeit zu ihrem geliebten Tier kurzerhand zum Kauf. Der Händler erhält 100 Mark und zieht glücklich von dannen und der störrische Ochse ist nun wieder das Problem von Bauer Hinz und Gret. Der nun auf Wanderschaft befindliche ehemalige Bürgermeister eilt beiden zu Hilfe, wird als Wittkopp erkannt und geht als Knecht und zukünftiger Schwiegersohn des Bauern mit auf den Hof. Der faule Ochse Wittkopp hingegen muss sich von nun an an die Feldarbeit gewöhnen. 

Alles ist gut ausgegangen und die drei Studenten verkünden die eigentümliche Moral von der Geschichte.